# 鈴木林蔵
鈴木 林蔵（すずき りんぞう）は、愛知県知多郡南知多町日間賀島出身の日本の俳優。タレントオフィスともだち名古屋オフィス所属。

## 来歴・人物
早稲田大学在学中に劇団民藝入団。退団後は愛知県へ戻り、大府市に住む。以来中京圏を拠点に芸能活動をしているが、その後もたびたび全国ネットのテレビドラマに出演している。
私生活においては、大府市の文化振興基金委員や大府市立石ヶ瀬小学校、大府市立大府南中学校の評議会議員を務めている。また、大府駅前でサンドイッチ店を家族で経営している。

## 出演
このほか、舞台やローカルCMにも出演している。

### テレビ番組
- テレビ局殺人事件（中京テレビ）
- おじいさんの台所（1985年、CBCテレビ）
- 女は度胸! （1987年、CBCテレビ）
- わたしは武蔵（1989年、CBCテレビ）
- 東芝日曜劇場 六月三十一日のデート（1989年、CBCテレビ）
- 笑われる方言〜名古屋弁が消える日（1991年、東海テレビ）
- ドラマ30（CBCテレビ）
  - 許されぬ唄（1992年）
  - 直子センセの診察日記（1999年）
  - 蔵の宿（2000年）
  - ことぶきウォーズ（2004年）
  - 熱血ニセ家族（2007年） - 桧山英二 役
- 海辺のタペストリー（1992年 - 1993年、名古屋テレビ）
- 中学生日記（1992年 - 2007年、NHK名古屋放送局） - 日比野校長 役
- オイシイのが好き! （1996年 - 2003年、テレビ愛知）
- ドラマランド11 ご立派すぎて（1996年、名古屋テレビ）
- 遊びに行こっ! （1997年、テレビ愛知） - ナレーター
- パパはエステシャン（1998年、テレビ愛知）
- オイシイ!とこドリ（2003年 - 2004年、テレビ愛知）
- 江戸ワンダー辞典（2004年、テレビ愛知） - ナレーター
- 月曜ドラマシリーズ オーダーメイド〜幸せ色の紳士服店〜（2004年、NHK）
- 土曜ドラマ リミット -刑事の現場2- （2009年、NHK名古屋放送局）
- NHKスペシャル 終戦特集ドラマ・気骨の判決（2009年、NHK） - 石黒壮介 役
- 土曜ドラマ 鉄の骨（2010年、NHK）
- 山浦ひさしのトコトン!1スタ（2012年 - 2013年、テレビ愛知） - ナレーター
- 大岡越前（2013年、NHK BSプレミアム） - 土屋相模守政直 役
- 激論!コロシアム 〜これでいいのか?ニッポン〜（2013年 - 、テレビ愛知） - ナレーター
- ドラマ10 全力離婚相談（2015年、NHK） - 津村 役
- 忘れっぽいハムレット（2024年11月9日、テレビ愛知・テレビ東京） - 鈴森林太郎 役[1]

### ラジオ番組
- NIKKA WHISKEY Blended Time 〜時代が交わる空間〜（FM愛知）
- 青春アドベンチャー（NHK-FM）
  - 有頂天家族（2008年） - 下鴨総一郎役
- FMシアター（NHK-FM）
  - 『起業しやぁ』（2025年1月18日） - 清三 役[2]
  - 『お茶からはじまる物語』（2025年5月31日）[3] - 双葉の祖父 役

### 映画
- ミスター・ベースボール（1992年、アメリカ映画）

### ウェブサイト
- あいちま -古の歴史をたずねて 名古屋再発見- （NTT西日本） - 案内人役